# KSV Mol
Dernière mise à jour : 21 septembre 2011.
Le Koninklijke Sport Vermaakt Mol est un ancien club de football belge, localisé dans la ville de Mol. Le club est fondé en 1924, mais ne s'affilie à l'Union Belge que neuf ans plus tard. Il reçoit le matricule 2053. Le club dispute 20 saisons dans les divisions nationales, dont 8 au troisième niveau. Il est absorbé en 2002 par Wezel Sport, pour former le KFC Racing Mol-Wezel, en conservant le matricule 844 de Wezel.

## Histoire
Le 4 mai 1924, le club De Roode Band est fondé dans la ville de Mol, en Province d'Anvers. Il s'affilie d'abord dans une fédération rivale de l'Union Belge, et change plusieurs fois son appellation. En 1927, il prend le nom de Football Club Mollina, pour éviter les soucis politiques, et en 1931, il change son nom en Sport Vermaakt Mol. Le 1er octobre 1933, le club s'affilie à l'Union Belge, qui lui attribue le matricule 2053. Il est versé dans les séries provinciales anversoises.
En 1960, le club doit trouver un nouveau terrain, le sien devant être transformé en lotissements. Il déménage alors à la Sint-Carolusstraat. En 1973, il atteint pour la première fois la Promotion, plus bas échelon des séries nationales. Le club parvient à s'y maintenir quatre saisons avant d'être relégué en provinciales. Il remonte en Promotion à l'aube de la saison 1983-1984, et fête son titre de Société Royale en fin de saison. Le club joue les premiers rôles dans sa série, manquant plusieurs fois la montée vers la Division 3 de peu. En 1985, il finit deuxième à quatre points du champion, Westerlo. L'année suivante, il termine ex æquo à la première place avec le KFC Heultje, et doit disputer un test-match par aller-retour, qu'il perd. En 1988, Mol termine à nouveau deuxième de sa série. Mais à la suite de deux fusions intervenues dans les niveaux supérieurs, deux places se libèrent en D3. La Fédération belge décide de départager les deuxièmes des quatre séries de Promotion, mais Mol n'est que troisième à ce classement particulier et n'est pas promu.
Au terme de la saison 1989-1990, le club atteint enfin son objectif et rejoint la Division 3. Il y dispute huit saisons assez moyennes, son meilleur classement étant une sixième place en 1997. Mais la saison suivante, le club termine avant-dernier et doit redescendre en Promotion. Pour son retour à ce niveau, Mol termine treizième et est contraint de disputer les barrages pour le maintien. Après deux défaites, il est condamné à retourner en provinciales.
En 2002, le club, miné par des problèmes financiers, est absorbé par le Wezel Sport, porteur du matricule 844, pour former le KFC Racing Mol-Wezel. Le club fusionné conserve le matricule de Wezel, et mélange les couleurs des deux clubs. Le matricule 2053 du KSV Mol est radié des listes de la Fédération.

### Palmarès
- 1 fois champion de Promotion en 1990.

## Résultats en séries nationales
Statistiques clôturées, club disparu

### Bilan
| Niv | Divisions     | Jouées | Titres | TM Up | TM Down |
| --- | ------------- | ------ | ------ | ----- | ------- |
| I   | 1re nationale | 0      | 0      |       |         |
| II  | 2e nationale  | 0      | 0      |       |         |
| III | 3e nationale  | 8      | 0      |       |         |
| IV  | 4e nationale  | 12     | 1      | 1     | 1       |
|     |               |        |        |       |         |
|     | TOTAUX        | 20     | 1      | 1     | 1       |

- TM Up= test-match pour départager des égalités, ou toutes formes de Barrages ou de Tour final pour une montée éventuelle.
- TM Down= test-match pour départager des égalités, ou toutes formes de Barrages ou de Tour final pour le maintien.

### Classements par saison
| Ordre | Saison  | Nom du club                      | Niveau                      | Classement final | Remarques           |
| ----- | ------- | -------------------------------- | --------------------------- | ---------------- | ------------------- |
| 1     | 1973-74 | Sport Vermaakt Mol               | Promotion série D           | 11e/16           |                     |
| 2     | 1974-75 | Sport Vermaakt Mol               | Promotion série B           | 11e/16           |                     |
| 3     | 1975-76 | Sport Vermaakt Mol               | Promotion série C           | 8e/16            |                     |
| 4     | 1976-77 | Sport Vermaakt Mol               | Promotion série C           | 14e/16           | Relégué !           |
|       |         |                                  |                             |                  | séries provinciales |
| 5     | 1983-84 | Sport Vermaakt Mol               | Promotion série C           | 4e/16            |                     |
| 6     | 1984-85 | K. Sport Vermaakt Mol            | Promotion série C           | 2e/16            |                     |
| 7     | 1985-86 | K. Sport Vermaakt Mol            | Promotion série B           | 1re/16           | Test-match.         |
| 8     | 1986-87 | K. Sport Vermaakt Mol            | Promotion série C           | 5e/16            |                     |
| 9     | 1987-88 | K. Sport Vermaakt Mol            | Promotion série C           | 2e/16            | "Repêchages".       |
| 10    | 1988-89 | K. Sport Vermaakt Mol            | Promotion série C           | 4e/16            |                     |
| 11    | 1989-90 | K. Sport Vermaakt Mol            | Promotion série C           | Champion         | Promu !             |
| 12    | 1990-91 | K. Sport Vermaakt Mol            | Division 3 série B          | 13e/16           |                     |
| 13    | 1991-92 | K. Sport Vermaakt Mol            | Division 3 série B          | 9e/16            |                     |
| 14    | 1992-93 | K. Sport Vermaakt Mol            | Division 3 série B          | 11e/16           |                     |
| 15    | 1993-94 | K. Sport Vermaakt Mol            | Division 3 série B          | 7e/16            |                     |
| 16    | 1994-95 | K. Sport Vermaakt Mol            | Division 3 série B          | 12e/16           |                     |
| 17    | 1995-96 | K. Sport Vermaakt Mol            | Division 3 série B          | 8e/16            |                     |
| 18    | 1996-97 | K. Sport Vermaakt Mol            | Division 3 série B          | 6e/16            |                     |
| 19    | 1997-98 | K. Sport Vermaakt Mol            | Division 3 série B          | 15e/16           | Relégué !           |
| 20    | 1998-99 | K. Sport Vermaakt Mol            | Promotion série C           | 13e/16           | Barrages.           |
|       |         |                                  |                             |                  | séries provinciales |
|       | 2002    | Absorption par K. Wezel Sport FC | le matricule 2053 disparaît |                  |                     |